# Xã Lincoln, Quận Madison, Iowa
Xã Lincoln (tiếng Anh: Lincoln Township) là một xã thuộc quận Madison, tiểu bang Iowa, Hoa Kỳ. Năm 2010, dân số của xã này là 606 người.